# Hermelinda Urvina
Hermelinda Urvina Mayorga, née le 26 septembre 1905, morte le 20 septembre 2008, est la première aviatrice équatorienne, et la première aviatrice latino-américaine. 
Elle est, en effet, la première femme latino-américaine à obtenir son brevet de pilote, délivré aux États-Unis en 1932. Elle est ensuite renommée pour plusieurs raids en solitaire.

## Biographie
Hermelinda Urvina Mayorga naît dans la ville d'Ambato en Équateur le 26 septembre 1905. Elle est la fille de José Belisario Urvina et de Felicidad Mayorga. 
Elle épouse en 1926 Rosendo Briones et déménage alors à New York. C'est à New York qu'elle apprend à piloter. 
Hermelinda Urvina devient le 19 juillet 1932 la première femme sud-américaine à obtenir un brevet de pilote d'avion, ce qui lui vaut les honneurs de la presse. Le brevet lui est décerné par la Safair Flying School de Long Island, l'autorité aéronautique des États-Unis. Elle effectue peu après son premier vol en solitaire, sur Long Island.
Avec d'autres consœurs aviatrices, elle est l'une des premières membres fondatrices de la principale association de femmes pilotes, appelée les Ninety-Nines,. Elle devient amie avec Amelia Earhart et Charles Lindbergh,.
En 1933, Hermelinda Urvina de Briones vole de New York à Washington, avec une seule escale à Baltimore. Cet exploit est relaté notamment dans le Washington Post, le Evening Star, le Washington Herald, The Times et le Washington News. Elle devient membre de l'« escadron panaméricain », et elle est membre fondatrice de l'« escadron interaméricain ».
Hermelinda Urvina prend part en juin 1936 au raid New York - Montréal, avec au départ trente-huit autres pilotes. Elle est l'une des douze seuls qui arrivent à terminer ce raid avec succès.
L'autorité aéronautique mexicaine, elle aussi, lui décerne le 26 février 1937 une licence de pilote privé. En 1937 également, elle est invitée d'honneur à l'académie militaire de West Point, où elle est la première femme autorisée à survoler le terrain de l'académie.
Son activité et ses exploits sont connus en Équateur. Comme Hermelinda Urvina veut continuer de piloter, il lui faut un avion, car les prix de location sont très élevés. Un journal de l'Équateur, El Telégrafo, entreprend une campagne pour l'aider à acheter un avion, mais sans résultat. C'est finalement son mari, Rosendo Briones, qui lui achète en août 1937 un petit avion d'occasion, avec un moteur Warner et une autonomie de deux heures et demie, soit environ 250 miles. Ils appellent l'avion Équateur. Dans cet avion, les époux volent jusqu'au Canada puis reviennent au Mexique.
Elle participe avec cet avion au spectacle du carnaval de l'air à Cuba. Mais au retour, elle perd de vue ses compagnons ainsi que les navires qui jalonnent l'itinéraire ; à court de carburant, elle doit amerrir. Elle est secourue par un navire, mais son avion coule. 
Hermelinda Urvina abandonne alors l'aviation, et en 1945, retourne en Équateur avec son mari, pour y travailler dans les affaires de leur famille. Ils s'installent à Quito, où ils vivent jusqu'à la mort de Rosendo en 1990. Veuve, elle déménage à Toronto au Canada pour vivre avec l'une de ses filles,. 
Elle y meurt le 20 septembre 2008, à 102 ans,. Elle est inhumée dans le caveau de sa famille, à Quito.

## Hommages
Une petite rue de la ville d'Ambato porte le nom d'Hermelinda Urbina.
En 2014, elle est reconnue par le journal équatorien El Comercio comme l'une des dix femmes équatoriennes qui ont le plus marqué l'histoire du pays,.

## Sources
- (en)/(es) Cet article est partiellement ou en totalité issu des articles intitulés en anglais « Hermelinda Urvina » (voir la liste des auteurs) et en espagnol « Hermelinda Urvina » (voir la liste des auteurs).